# Avenida de Ordoño II
La Avenida de Ordoño II de León (España) es la avenida más emblemática de la capital leonesa y su principal arteria comercial. Parte de la plaza de Santo Domingo y termina en la plaza de Guzmán el Bueno, siendo ambas plazas, junto a la plaza de la Inmaculada, las plazas más emblemáticas de la ciudad.

## Historia

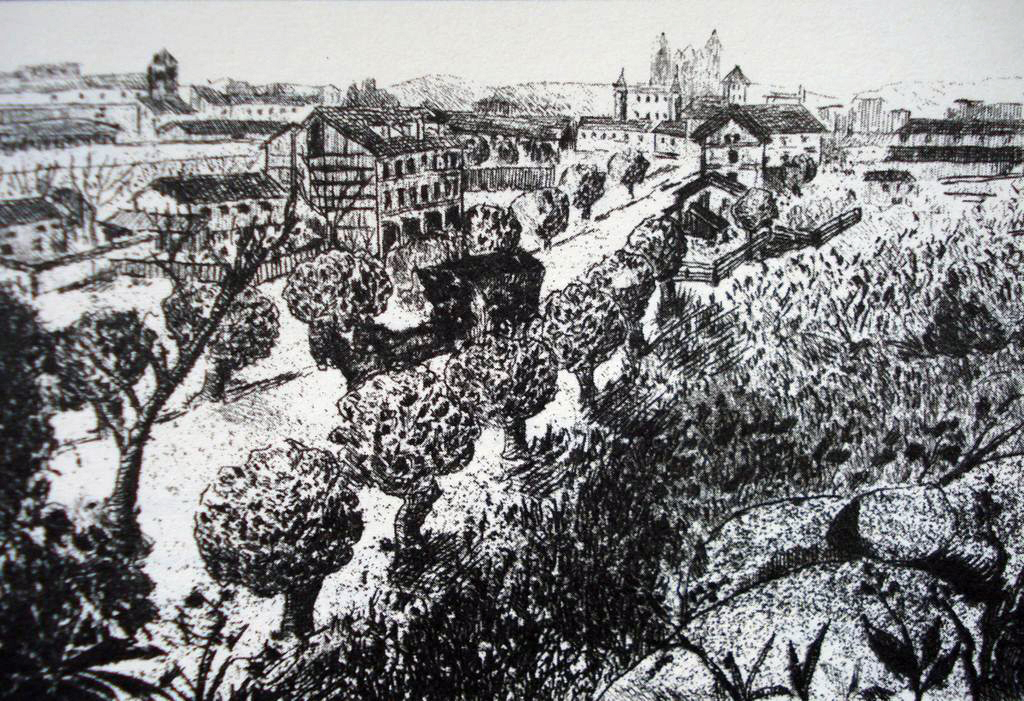
Grabado del Paseo de las Negrillas antes del desarrollo del ensanche.

La avenida fue conocida anteriormente como Paseo de las Negrillas, nombre con el que fue conocido hasta el desarrollo del ensanche, a partir de lo cual empezó a ser conocida como Avenida de Ordoño II.
La avenida de Ordoño II es la correspondencia actual al camino que conectaba el casco antiguo de León con el Río Bernesga primero y con la estación de ferrocarril tras la llegada de este a la ciudad en 1863. El desarrollo urbano en torno a esta vía hasta el desarrollo del ensanche se basó en el desarrollo de edificaciones de baja altura.
Tras el inicio de la urbanización del ensanche en 1904, el desarrollo del mismo se inició en la avenida, desarrollándose alrededor de ella el resto del ensanche de forma paulatina. El siguiente gran cambio vivido por la avenida se desarrolló a finales del siglo XX, cuando se inicia una remodelación que desarrolla una semipeatonalización con la creación de un aparcamiento público y la eliminación del tráfico rodado de muchas de sus calles trasversales.

## Recorrido

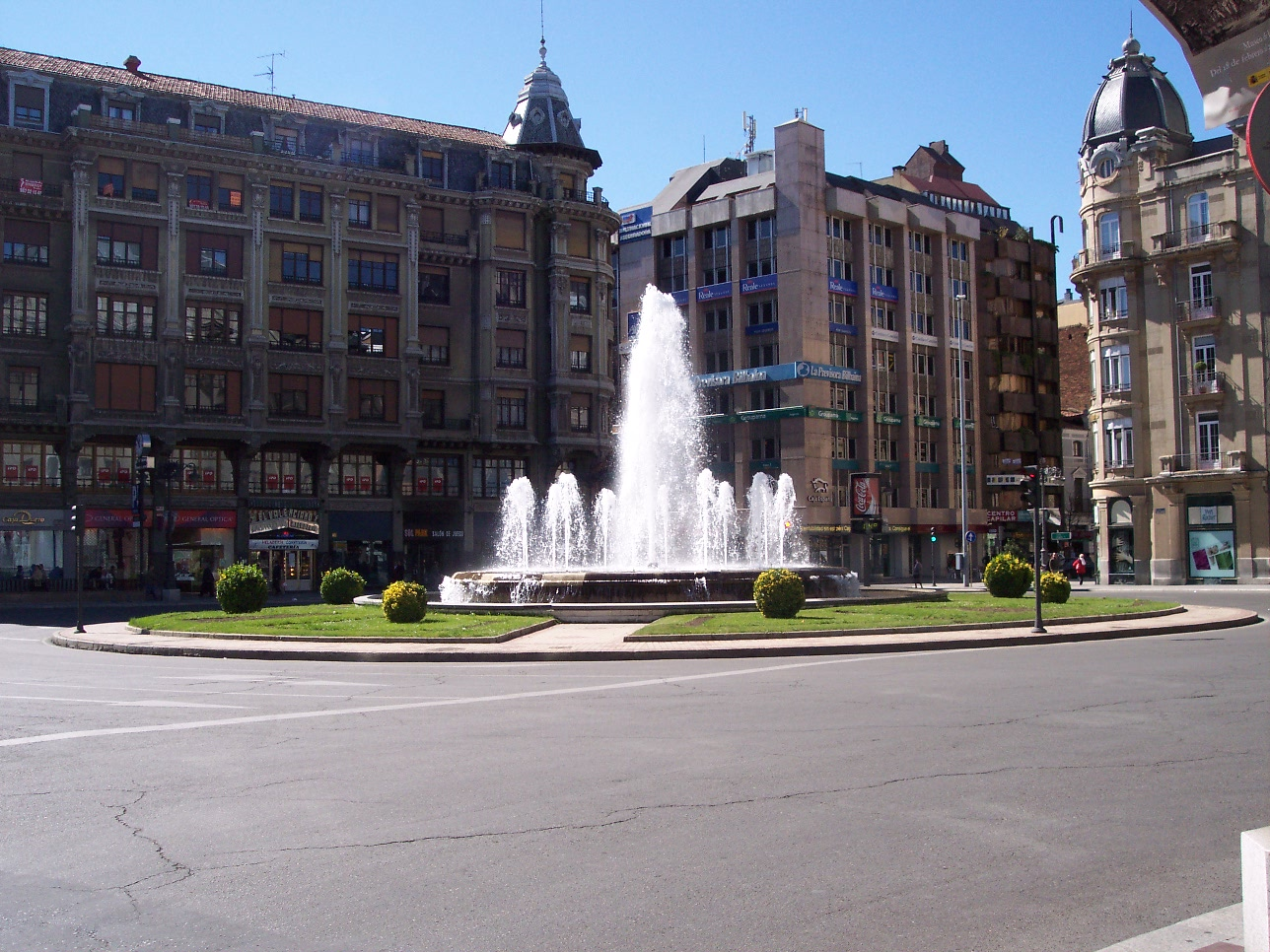
La Plaza de Santo Domingo marca el punto de inicio de la avenida.

Plaza de Santo Domingo
Ayuntamiento de León
Banco de España
Plaza de Guzmán el Bueno